# MO Béjaïa
Mouloudia Olympique de Béjaïa, kortweg MO Béjaïa of MOB , is een Algerijnse voetbalclub uit Béjaïa, uitkomend in de Ligue Professionelle 2. De club is opgericht in 1954 en speelt haar wedstrijden in Stade de l'Unité-Maghrébine. 

## Historie

### Opmars naar de Ligue 1
In het seizoen 2011/12 kwam MO Béjaïa één punt tekort voor promotie naar de Ligue 1. De club eindigde op de vierde plaats, waar een derde plaats goed was voor promotie. Het daaropvolgende seizoen slaagde MO Béjaïa er wel in de derde plaats te bemachtigen en zodoende promoveerde de club voor het eerst in haar historie naar het hoogste niveau. 
In het eerste seizoen op het hoogste niveau wist de club zich met moeite te handhaven met een elfde plaats aan het einde van het seizoen. Het volgende seizoen verliep succesvoller. De club werd vice-kampioen, met één punt achterstand op ES Sétif.  Waar de club de landstitel misgreep, werd de nationale beker wel gewonnen. In de finale werd RC Arbaâ met 1-0 verslagen. Het was de eerste nationale prijs voor de ploeg. 

### Eerste internationaal toernooi
Dankzij een tweede plaats in de competitie plaatste MO Béjaïa zich voor de CAF Champions League 2016. Hierin werd het in de tweede ronde uitgeschakeld door Al-Zamalek, waarna de club via een play-off tegen Espérance Sportive de Tunis doorstroomde naar de groepsfase van de CAF Confederation Cup 2016, de Afrikaanse equivalent van de Europa League. De Algerijnse ploeg eindigde in de groepsfase als runner-up achter TP Mazembe uit Congo, wat voldoende was om door te stromen naar de laatste vier. In de halve finale werd het Marokkaanse FUS de Rabat over twee wedstrijden verslagen, waarna MO Béjaïa in de finale tegenover groepsgenoot TP Mazembe kwam te staan. MO Béjaïa wist in eigen land nog 1-1 te spelen, maar door een 4-1 nederlaag in Congo een week later eindigde ze het toernooi als verliezend finalist.

### Recente jaren
In 2017 degradeerde de ploeg naar het tweede niveau. Hier werd het gelijk kampioen, om het seizoen erop gelijk weer terug te degraderen. In 2021 vond een nieuw dieptepunt plaats, toen MO Béjaïa afzakte naar het derde regionale niveau. 
Op 10 mei 2025 keerde MO Béjaïa terug in de Ligue 2 na drie jaar afwezigheid.

## Rivaliteit
De grootste rivaal van MO Béjaïa is stadsgenoot JSM Béjaïa. De wedstrijd tussen de twee teams staat bekend als Derby de Béjaïa. De eerste editie werd gespeeld in het seizoen 1954/55 en eindigde in 0-0. De twee clubs spelen allebei in hetzelfde stadion en de wedstrijd trekt daardoor veel toeschouwers.

## Erelijst
- Ligue Professionnelle 1

Runner-up (1) : 2014/15
- Ligue Professionnelle 2

Winnaar (1) : 2017/18
- Beker van Algerije

Winnaar (1) : 2014/15
- Algerijnse Supercup

Verliezend-finalist (1) : 2015
- CAF Confederation Cup

Verliezend-finalist (1) : 2016